# Nekala
Nekala est le quartier numéro 24 (finnois : Kaupunginosa XXIV) de Tampere en Finlande.

## Histoire
Les banlieues de Viinikka et Nekala sont situées au sud du centre-ville de Tampere entre Iidesjärvi et la voie rapide d'Helsinki. 
Bien qu'il s'agisse administrativement de deux quartiers, Viinikka et Nekala forment ensemble une zone résidentielle assez cohérente.
Cependant, après un examen plus approfondi de la zone, on remarque que les parties n'ont pas été conçues et construites en même temps.
Le cœur de Viinikka-Nekala a été construit sur les anciennes terres du Manoir de Hatanpää en 1914-1939. 
La construction de Viinikka date principalement de 1914-1924 et Nekala de 1923-1939. 
Le Viinikka-Nekala d'avant-guerre a été conçu à l'origine pour la population active. 
La planification était basée sur le manque de logements dans les villes finlandaises en général et leur population active en particulier. 
Un logement exigu et insalubre augmentait la propagation et la morbidité des maladies infectieuses en général. Bien sûr, les responsables avaient également des objectifs politiques en jeu lorsqu'ils ont commencé à planifier la construction d'une banlieue de Viinikka. La propriété d'un logement éviterait une radicalisation excessive. 
Lorsque les parcelles de terrain dans les banlieues de Viinikka et de Lappi ont commencé à être louées, l'intention était pour les locataires de construire leur propre maison. 
Mais du côté des politiques, l'intention était d'installer de simples famille nucléaires dans un appartement.

## Géographie
Au sud, la zone de Nekala est bordée par le ruisseau de Vihioja, à l'ouest par Lempääläntie, au nord par le parc Pahalampi, le parc aux allures de boulevard Viinikka et le lac Iidesjärvi. A l'est il est limité par Muotialantie. 
Les quartiers voisins de Nekala sont au nord le quartier de Viinikka, au sud Taatala, Koivistonkylä et Veisu, à l'ouest par la voie ferrée et Hatanpää, et à l'est par Muotiala.

## Transports
Trois lignes de bus desservent Nekala depuis le centre de Tampere : 10, 12 et 31. 
La route Tampere-Helsinki passe à la frontière ouest de Nekala.
Nekala possède également la plus grande gare de triage de la région de Pirkanmaa.

## Galerie

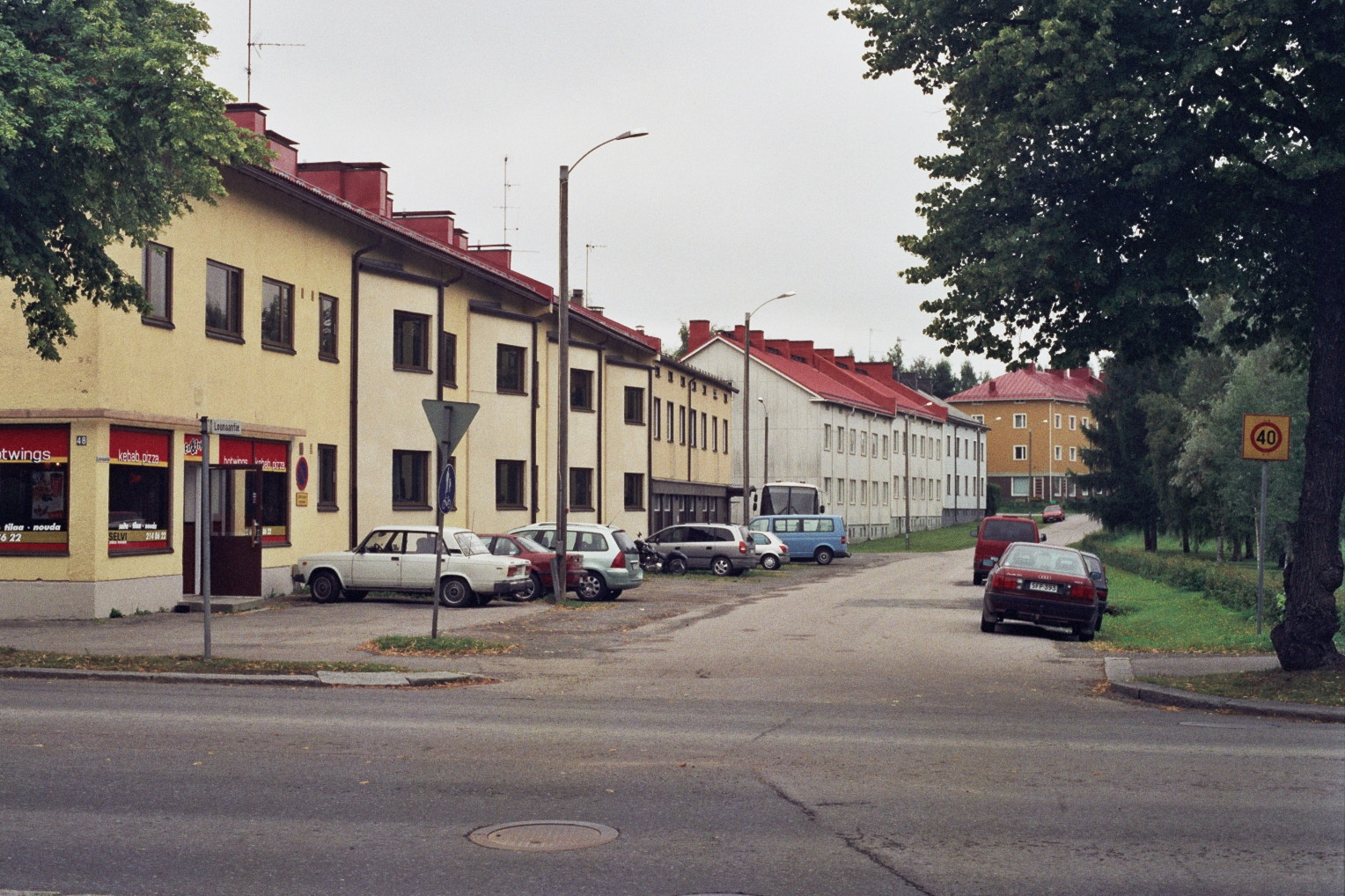
Rue Lounaantie.
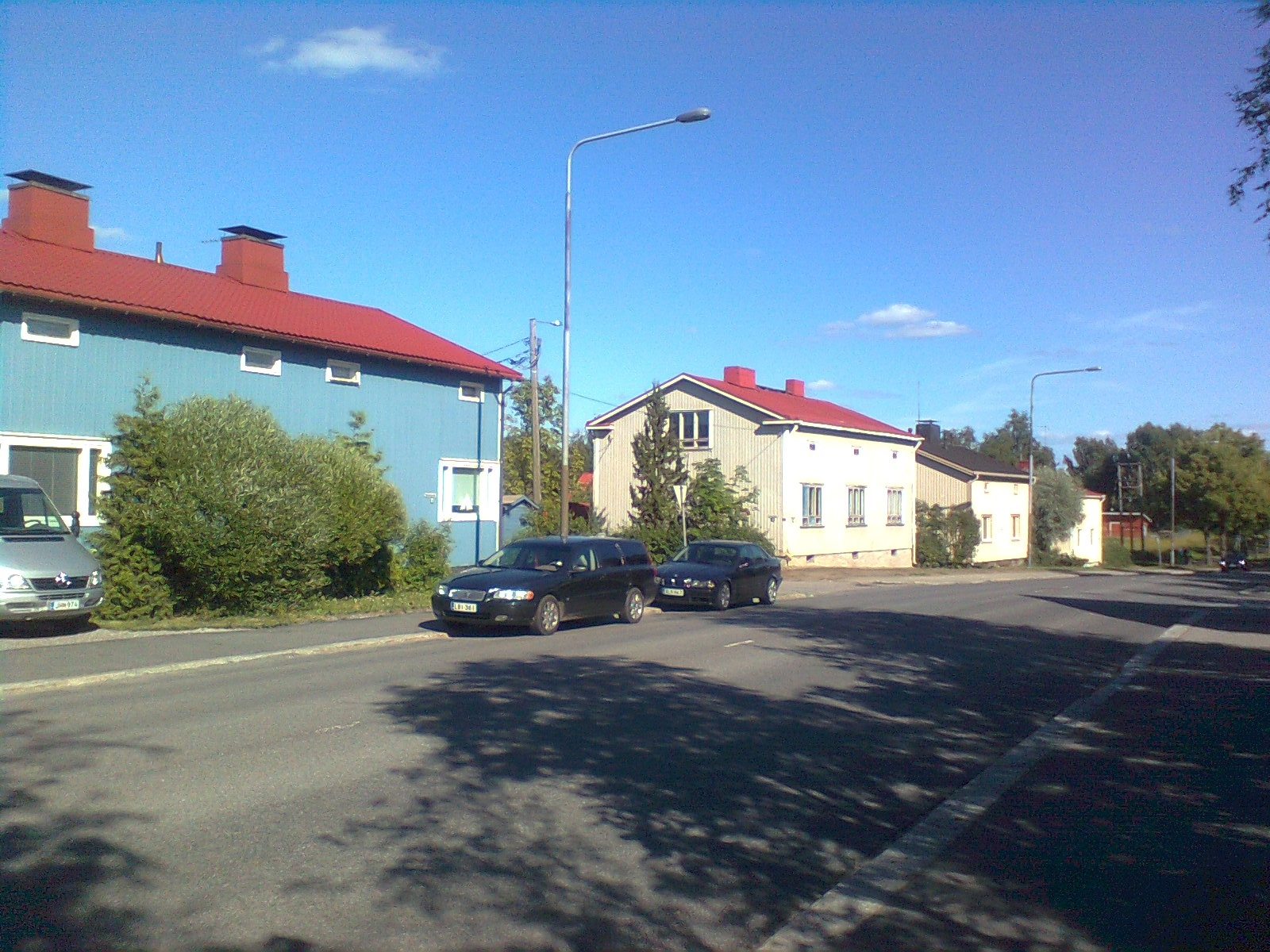
Rue Nekalantie.
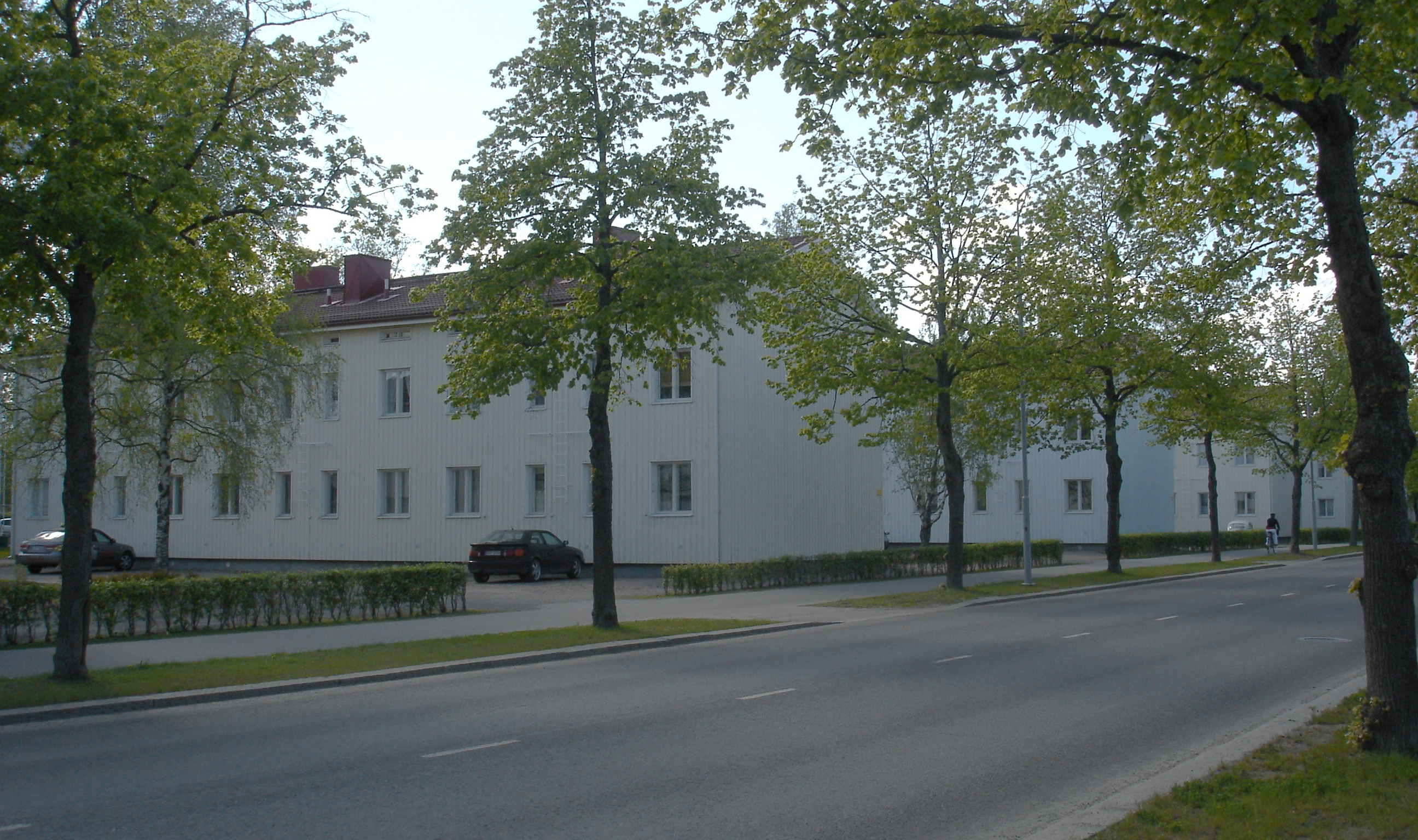
Immeubles de Nekala.
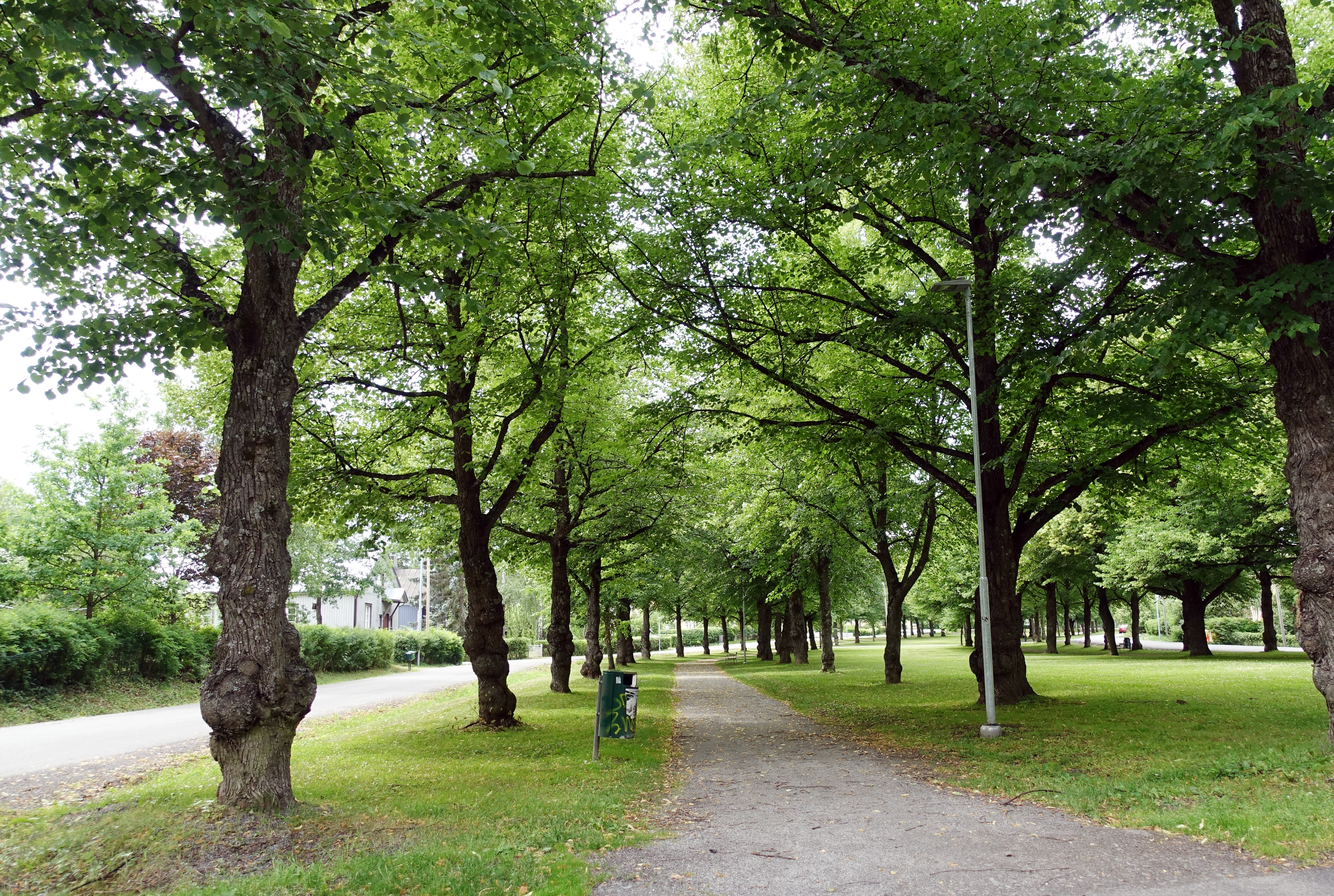
Parc Viinikanpuisto.
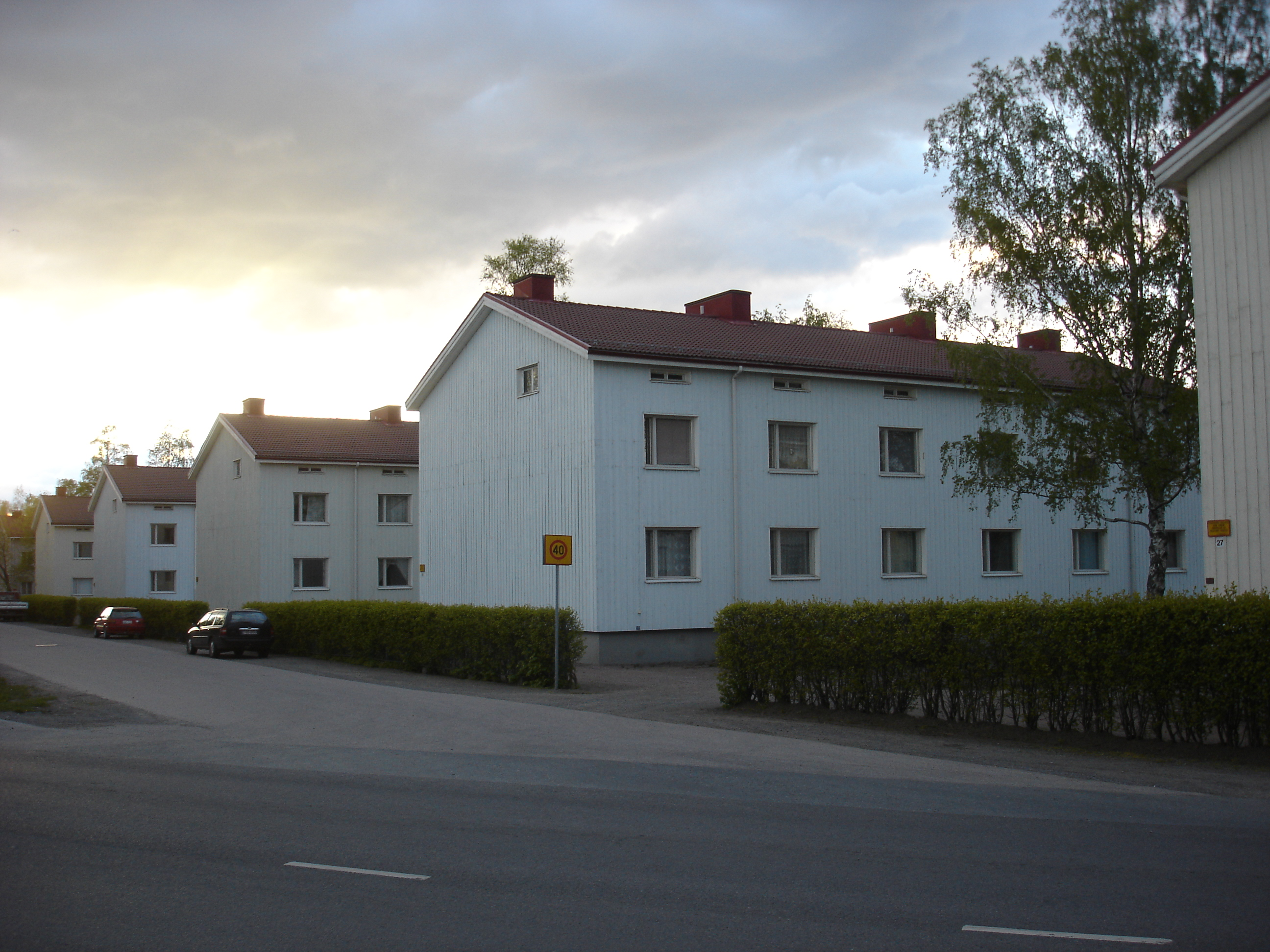
Vue du coin de Kuokkamaantie et Riihitie.
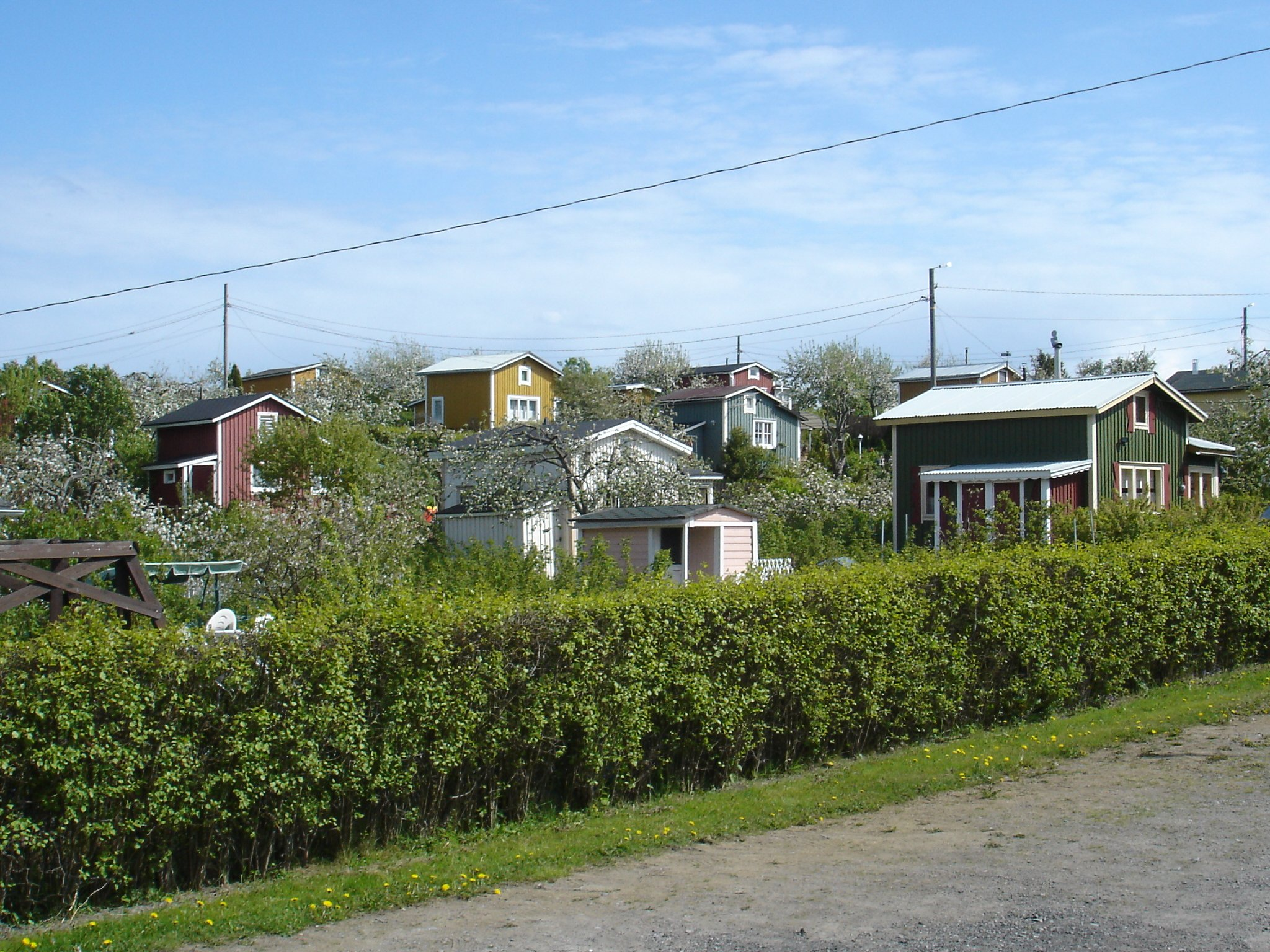
Jardins de Jokipohja.
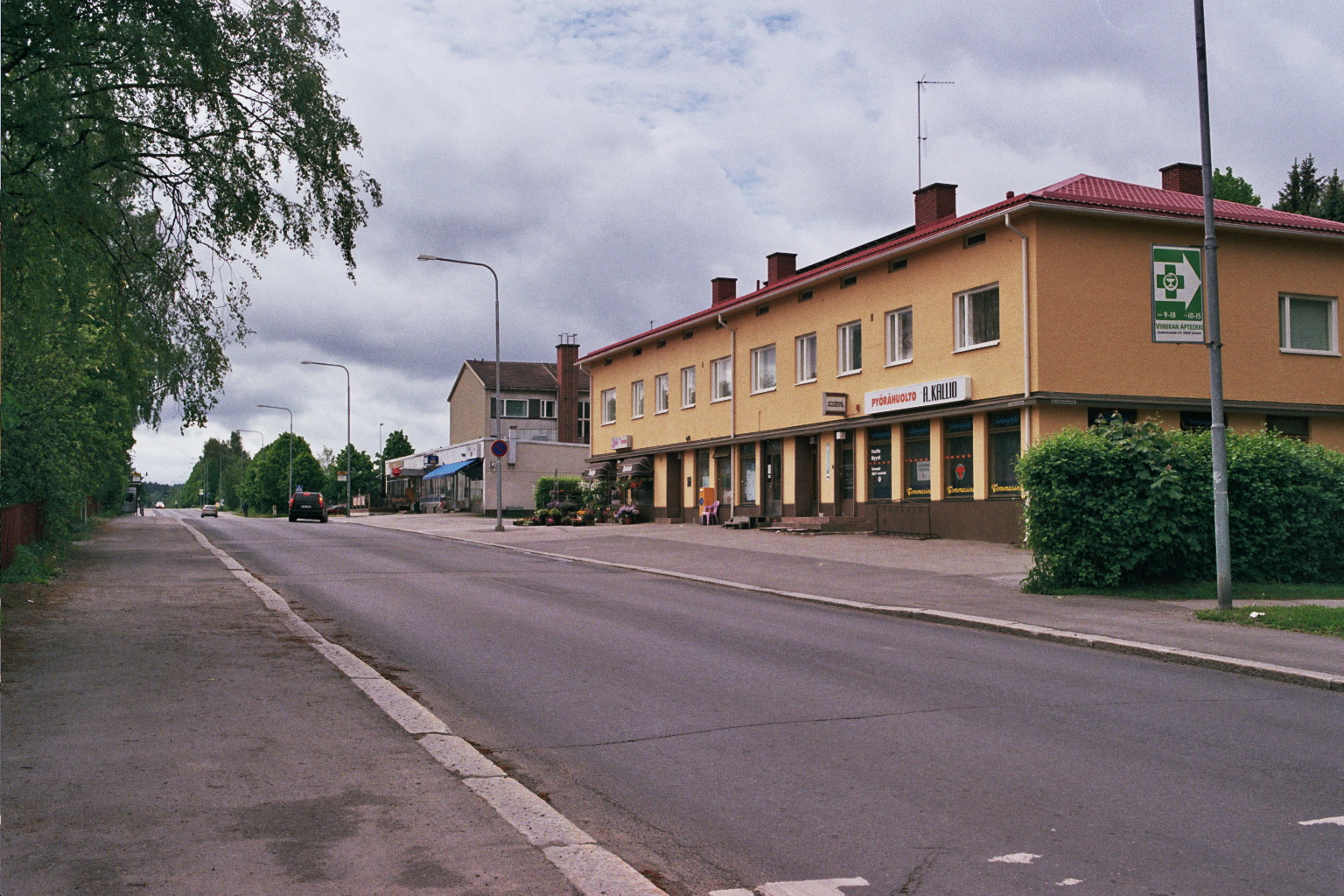
Rue Jokipohjantie.
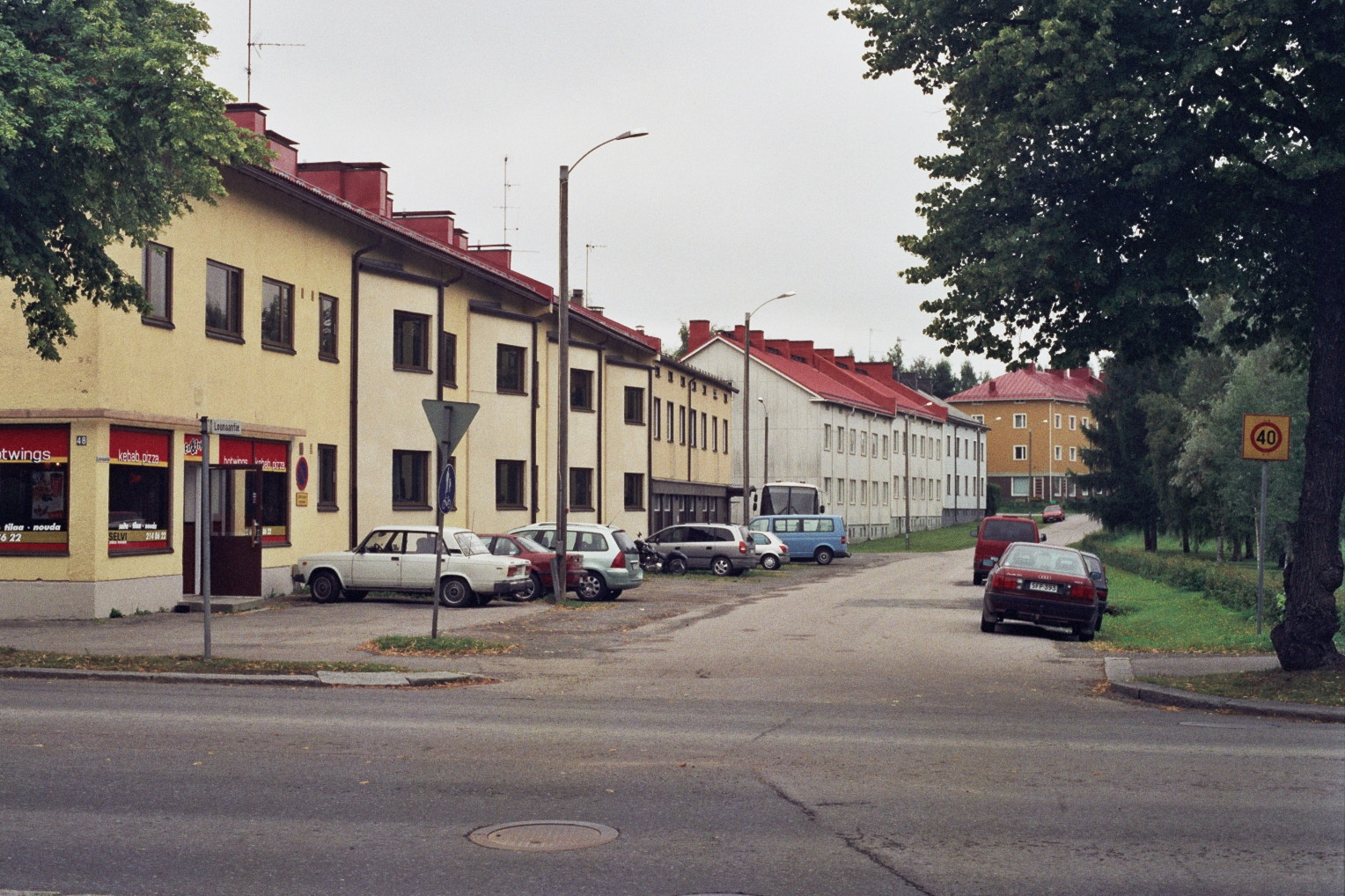
Rue  Lounaantie.